# Adoretus clypeatus
Adoretus clypeatus är en skalbaggsart som beskrevs av Hermann Burmeister 1844. Adoretus clypeatus ingår i släktet Adoretus och familjen Rutelidae. Inga underarter finns listade i Catalogue of Life.